# Grand Prix du Morbihan femminile
Il Grand Prix du Morbihan femminile è una corsa in linea femminile di ciclismo su strada che si svolge nel dipartimento del Morbihan, in Francia. È inserita nel Calendario internazionale femminile UCI.

## Albo d'oro
Aggiornato all'edizione 2023.
| Anno | Vincitrice             | Seconda              | Terza               |
| ---- | ---------------------- | -------------------- | ------------------- |
| 2011 | Julie Beveridge        | Siobhan Dervan       | Karol-Ann Canuel    |
| 2012 | Audrey Cordon          | Aude Biannic         | Marion Rousse       |
| 2013 | Emmanuelle Merlot      | Karol-Ann Canuel     | Mélodie Lesueur     |
| 2014 | Audrey Cordon          | Elisa Longo Borghini | Charlotte Bravard   |
| 2015 | Sheyla Gutiérrez       | Sandrine Bideau      | Mayuko Hagiwara     |
| 2016 | Rachel Neylan          | Christine Majerus    | Élise Delzenne      |
| 2017 | Ashleigh Moolman-Pasio | Alena Amialiusik     | Shara Gillow        |
| 2018 | Ashleigh Moolman-Pasio | Małgorzata Jasińska  | Ane Santesteban     |
| 2019 | Cecilie Uttrup Ludwig  | Mavi García          | Sheyla Gutiérrez    |
| 2021 | Chiara Consonni        | Charlotte Kool       | Silvia Zanardi      |
| 2022 | Ally Wollaston         | Vittoria Guazzini    | Grace Brown         |
| 2023 | Grace Brown            | Cédrine Kerbaol      | Dominika Włodarczyk |